# Stine Larsen
Stine Larsen (Ejby, Dinamarca; 24 de enero de 1996) es una futbolista danesa. Juega como atacante en el BK Häcken de la Damallsvenskan de Suecia. Forma parte de la selección de fútbol femenino de Dinamarca.

## Carrera

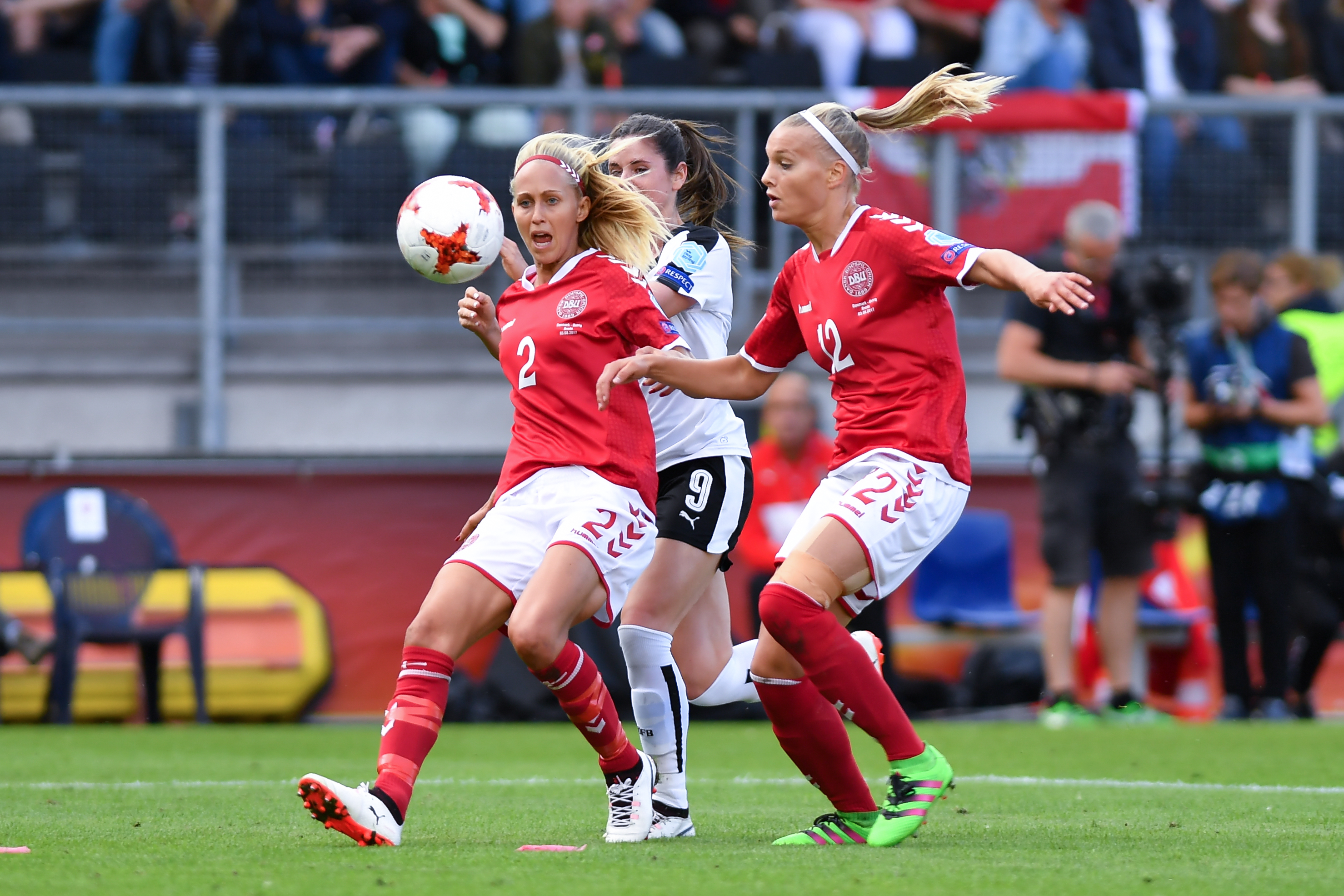
Stine Larsen en la semifinal de Dinamarca vs Austria (2017)

Después de unirse al Brøndby IF cuando tenía 12 años, Larsen progresó al primer equipo en 2013 y rápidamente se convirtió en un jugador importante. El entrenador del equipo, Per Nielsen, la elogió como una potencial mujer Kim Vilfort.
El 30 de julio de 2020, Larsen fichó por el recién ascendido Aston Villa W.F.C. en la FA Women's Super League.

## Selección nacional
Larsen hizo su debut internacional absoluto con Dinamarca en enero de 2015, comenzando con un empate 1-1 en un amistoso contra Nueva Zelanda en Belek, Turquía.
Aunque comenzó su carrera en la selección nacional como defensora, la versátil Larsen fue nombrada delantera para la victoria del Grupo 4 de la Clasificación para la Eurocopa Femenina 2017 sobre Eslovaquia en junio de 2016. Debido a las lesiones que sufrieron sus compañeras de equipo Janni Arnth y Mie Leth Jans, Larsen volvió a jugar como defensa de la selección nacional en la Eurocopa Femenina 2017 y ha sido titular en la defensa desde entonces.